# I Want to Tell You
«I Want to Tell You» –en español: «Quiero Decirte»– es una canción del grupo británico The Beatles e incluida en su álbum de 1966 Revolver. Fue escrita por George Harrison y grabada el 2 de junio de 1966 (con el sonido del bajo sobrecopiado el 3 de junio). Los títulos de trabajo fueron "Superb Laxton" y "I Don't Know".
Con esta canción es la primera vez que la banda incluía tres composiciones de Harrison en un mismo álbum, lo que reflejaba su creciente capacidad como compositor.

## Música
Es una canción de Rock melódica similar a las de otros álbumes, a la que tiene influencias indias, aunque menos notable como "Love You To", otra composición de Harrison del mismo álbum. Cuenta como líder vocal a Harrison, apoyado fuertemente por Lennon y McCartney en los coros, en una forma similar a otra canción de Harrison, "If I Needed Someone". Es en gran parte impulsada por el bajo y el persistente, casi hipnótico, sonido del piano. Una parte de la guitarra distintiva abre y cierra la canción y se repite entre los versos.
En "I Want To Tell You", el bajo que tocó Paul fue sobrecopiado por separado lo que permitió un tratamiento específico en lugar de ser despreciable en la pista de ritmo. Esto sería más común durante los años que siguieron.

## Personal
- John Lennon - pandereta, armonía vocal, palmas ,coros.
- Paul McCartney - bajo (Rickenbacker 4001s), piano (Stainway Hamburg Baby Grand), armonía vocal, palmas, coros.
- George Harrison - doble cantante, guitarra (Fender Stratocaster), palmas, coros.
- Ringo Starr - batería (Ludwig Super Classic), maracas

## Otras versiones
Una versión en vivo optimista de la canción en vivo abre el álbum en vivo de la gira de Harrison por Japón, grabado y lanzado en 1992. Harrison y su compañero de banda Eric Clapton ampliaron la canción con solos de guitarra. Harrison utiliza la inversión lírica mencionado en su autobiografía, cantando el puente "soy solo yo, no es mi mente".
George toco esta canción durante su concierto para el Partido de la Ley Natural el 6 de abril de 1992 como la canción de apertura.
Otra grabación en vivo notable fue interpretada por Jeff Lynne en el Concert for George -otra vez la apertura de la serie principal y otra vez con Clapton como acompañante- en 2002 para el entonces recientemente fallecido Harrison.
Esta canción también fue usada por The Grateful Dead durante su gira en el verano de 1994.
Esta canción también fue interpretada por The Smithereens en su disco de 1999, God Save The Smithereens edición de lujo.